# ميكي بورنس
ميكي بورنس (بالإنجليزية: Mickey Burns)‏ (21 ديسمبر 1946 ببرستون في المملكة المتحدة - ) هو لاعب كرة قدم بريطاني في مركز الهجوم. لعب مع بريستون نورث إيند وكارديف سيتي ونادي بلاكبول ونادي ميدلزبره ونيوكاسل يونايتد وSkelmersdale United F.C. ‏.

## وصلات خارجية
- ميكي بورنس على موقع قاعدة بيانات كرة القدم.إي يو (الإنجليزية)